# Rupisalda
Rupisalda is een geslacht van wantsen uit de familie van de Saldidae (Oeverwantsen). Het geslacht werd voor het eerst wetenschappelijk beschreven door Polhemus in 1985.

## Soorten
Het genus bevat de volgende soorten:

- Rupisalda abdominalis (Champion, 1900)
- Rupisalda africana (Drake, 1954)
- Rupisalda araria (Drake, 1963)
- Rupisalda atra J. Polhemus & D. Polhemus, 1991
- Rupisalda austrosinica Vinokurov, 2015
- Rupisalda capicola (Drake, 1954)
- Rupisalda championi (Drake, 1954)
- Rupisalda cremnosa J. Polhemus, 1985
- Rupisalda dewsi (Hodgden, 1949)
- Rupisalda edita (Drake & Hoberlandt, 1951)
- Rupisalda fletcheri (Distant, 1909)
- Rupisalda icolana (Drake, 1955)
- Rupisalda machadoi (Drake, 1960)
- Rupisalda monticola J. Polhemus, 1985
- Rupisalda petricola J. Polhemus, 1985
- Rupisalda pusana (Distant, 1909)
- Rupisalda saxicola (J. Polhemus, 1972)
- Rupisalda slateri J. Polhemus & D. Polhemus, 1991
- Rupisalda speciosa J. Polhemus, 1981
- Rupisalda sulcata (Barber, 1939)
- Rupisalda teretis Drake, 1950
- Rupisalda thailandana (Cobben, 1986)
- Rupisalda thika J. Polhemus, 1981
- Rupisalda ventralis (Stål, 1860)
- Rupisalda verdica (Drake & Hottes, 1951)
- Rupisalda vincenti J. Polhemus & D. Polhemus, 1991
- Rupisalda zelena (Drake, 1955)